# جون كارسون (سياسي)
جون كارسون (بالإنجليزية: John Carson)‏ هو سياسي بريطاني، ولد في 1933. في الانتخابات العامة في المملكة المتحدة فبراير 1974 ‏، انتخب عضو البرلمان السادس والأربعون للمملكة المتحدة عن دائرة بلفاست الشمالية خلال فترته النيابية ‏ (28 فبراير 1974 – 20 سبتمبر 1974) وفي الانتخابات العامة في المملكة المتحدة أكتوبر 1974 ‏، انتخب عضو البرلمان السابع والأربعون للمملكة المتحدة عن دائرة بلفاست الشمالية خلال فترته النيابية ‏ (10 أكتوبر 1974 – 7 أبريل 1979) وفي انتخابات الجمعية التشريعية لأيرلندا الشمالية 1982 ‏، انتخب عضو الجمعية التشريعية لأيرلندا الشمالية 1982-1986 ‏ وقد انضم خلال فترته النيابية ‏  للكتلة البرلمانية حزب ألستر الوحدوي.